# Grypoctonus lama
Grypoctonus lama là một loài ruồi trong họ Asilidae. Grypoctonus lama được Speiser miêu tả năm 1928. Loài này phân bố ở vùng Cổ Bắc giới và châu Á.